# Айгиржал (Аягозький район)
Айгиржа́л (каз. Айғыржал) — село у складі Аягозького району Абайської області Казахстану. Входить до складу Аягозької міської адміністрації.
Населення — 17 осіб (2021; 105 у 2009, 188 у 1999, 54 у 1989).
Національний склад станом на 1989 рік:
- казахи — 100 %

Станом на 1989 рік село мало статус станційного селища.